# Glad kringmos
Glad kringmos (Neckera complanata) is een bladmos behorend tot de familie Neckeraceae. De epifyt groeit vooral op essenstobben en op stammen van iep, Fagus, eik en vlier in bossen met een hoge relatieve luchtvochtigheid. Begeleidende soorten zijn dikwijls Anomodon viticulosus, Homalia trichomanoides, Metzgeria furcata en Scleropodium cespitans. Neckera complanata komt ook voor op kalkrotsen en soms op muren.

## Determinatie
Glad kringmos vormt glanzende, lichtgroene matten op het substraat. In de regel groeien ze op verticale substraten en steken de scheutuiteinden horizontaal uit en zijn vaak getrapt als trappen. De tot 15 cm lange, vaak min of meer regelmatig geveerde stengels vormen vaak flagellen in de vorm van lange, dunne twijgen met verkleinde, geschubde bladeren. Vaak worden er zoveel flagellen gevormd dat het hele gazon uit flagellen lijkt te bestaan.
De bladeren zijn niet golvend. Ze zijn ovaal tot tongvormig en hebben een korte punt aan de voorkant, waarbij de bladpunt af en toe gekarteld is. De cellen van het blad zijn prosenchymatisch maar naar de punt toe verkort en ruitvormig. Een bladnerf ontbreekt of is kort en dubbel.

## Verspreiding
Het komt voor in de gematigde breedtegraden van het noordelijk halfrond. In Midden-Europa is het wijdverbreid in het middelgebergte en de Alpen, vooral in kalksteengebieden. Het is zeldzamer in de laaglanden.
In Nederland komt glad kringmos zeldzaam voor. Het staat niet op de rode lijst en is niet bedreigd.

## Trivia
- Glad kringmos werd gevonden in de dikke darm van Ötzi.